# Lucien Sittler
Lucien Sittler (* 3. Mai 1905 in Hagenau; † 17. Dezember 1987 in Colmar) war ein französischer (elsässischer) Lehrer, Schriftsteller, Stadtarchivar und Redakteur.

## Leben
Lucien Sittler besuchte ab 1911 die Volksschule und danach, bis 1923, das Gymnasium in Hagenau. Anschließend studierte er bis 1926 Geschichte und Geographie an der Universität Straßburg und wurde sodann Lehrer in Sainte-Marie-aux-Mines (Markirch) und Forbach. 1933 wurde er an der Universität Straßburg in Geschichte promoviert. 1934 wurde Sittler Stadtarchivar von Colmar. 1939/1940 leistete er Wehrdienst und war Kriegsteilnehmer. 1945 war er als Organisator des Flüchtlingswesens in Colmar tätig. Ab 1946 redigierte er den Neuen Elsässer Kalender. 1950 wurde er Mitbegründer der Historischen und Literarischen Gesellschaft Colmar und Chefredakteur des Colmarer Jahrbuchs (bis 1972). 1951 war Sittler Mitbegründer und Sekretär (später Vize- und Ehrenpräsident) des Verbandes Elsässischer Geschichtsvereine.

## Auszeichnungen
1961 erhielt er die Palmes académiques. 1971 wurde er mit dem Johann-Peter-Hebel-Preis des Landes Baden-Württemberg ausgezeichnet.

## Werke (Auswahl)
- Un seigneur alsacien de la fin du moyen âge: Maximin ou Smassman Ier de Ribeaupierre 1398–1451. Strasbourg: Heitz 1933
- Inventaire général des archives de la ville de Colmar. Colmar: Hartmann 1937
- Wir schliessen den Ring. Ein Roman aus dem Elsass [Unter dem Pseudonym Franz Klausner]. Colmar: »Jung-Elsass« 1938. Neuausgabe 1941
- Geschichte des Elsaß. 2 Bde. Colmar: Alsatia 1939-1941
- Kolmar im Elsaß. Kolmar: Alsatia 1942
- Des Elsaß größte Zeit. Zwei Jahrhunderte lebensvoller Entfaltung unter den Hohenstaufenkaisern. Kolmar: Alsatia 1942 (= Oberrheinische Jugendbücherei, Heft 2)
- Am Wege der Jahrhunderte. Geschehen und Werden. Schaffen und Leben im Elsaß. Kolmar: Alsatia [ca. 1942]
- Au coeur de l'Alsace meurtrie. Un pèlerinage à travers le vignoble sinistré au lende-main des épreuves de 1944-1945. Colmar/Paris: Alsatia 1945
- Histoire de l'Alsace pour les jeunes. Colmar: Alsatia 1947
- Mit starken Händen. Roman. Colmar: Alsatia 1948
- Le jardin enchanté. Légendes d'Alsace. Colmar: Alsatia 1947
- La viticulture et le vin de Colmar à travers les siècles. Colmar: Alsatia 1956
- Fahrten und Wanderungen im Elsaß. Freiburg: Rombach 1965
- Guide des Vosges. Colmar: Société alsacienne d'expansion photographique 1967
- Hebel und das Elsaß. Rede beim »Schatzkästlein« zum Hebeltag 1967, gehalten in der Stadthalle Lörrach. Lörrach 1967 (= Schriftenreihe des Hebelbunds Lörrach, Nr. 16)
- L'Alsace, terre d'histoire. Préface de Max d'Andlau. Colmar: Alsatia 1972
- Le Haut-Rhin. Dictionnaire des communes: histoire et géographie, économie et société. Hrsg. von Raymond Oberlé und Lucien Sittler. 3 Bde. Colmar: Alsatia 1980ff.